# زاندهرست
زاندهرست (به آلمانی: Sandhorst) یک منطقهٔ مسکونی در آلمان است که در آوریش واقع شده‌است. زاندهرست ۴٬۱۸۹ نفر جمعیت دارد.